# Akysis clinatus
Akysis clinatus е вид лъчеперка от семейство Akysidae.

## Разпространение
Видът е разпространен в Камбоджа.

## Описание
На дължина достигат до 3,3 cm.